# 夏希美波
夏希美波（日语：夏希みなみ，1992年3月3日—），日本前AV女優。2018年以後用藝名夏希。中文翻譯成「夏希美波」或「夏希南」

## 個人簡歷
出身於愛知縣。
2014年6月以成人影片製造商PRESTIGE的專屬女優身分出道。所屬事務所是馬克斯集團。
2016年7月17日於官方部落格上宣布，所屬事務所從馬克斯集團轉移到アローズ。
2017年12月31日於官方Twitter上宣布退出事務所並從AV女優引退。引退後從事攝影會和網聚等活動。

## 人物
AV時代的藝名在中文圈是「夏希南」，但本人表示「夏希美波」才是正確的寫法。
具有看護師、保健師、接生員的國家資格。

## 外部連結
- 夏希♡나츠키的X（前Twitter）（2014年5月20日 - ）
- 夏希♡나츠키的Instagram帳戶
- 夏希みなみ オフィシャルブログ （页面存档备份，存于）（2014年5月24日 - 2017年11月9日）